# Bojanowo
Bojanowo és una ciutat de Polònia, es troba al voivodat de Gran Polònia, a 13 km al nord-oest de Rawicz i a 79 km al sud de Poznań, la capital de la regió. El 2021 tenia 2.856 habitants.